# Velcí bratři
Velcí bratři (v anglickém originále Role Models) je americká filmová komedie z roku 2008 režiséra Davida Waina v hlavních rolích s Seannem Williamem Scottem a Paulem Ruddem. Film pojednává o dvou prodavačích energetických nápojů, kteří musí splnit 150 hodin prospěšných prací. Jejich úkolem je dělat dětem "velké bratry".

## Děj
Danny Donahue a Anson Wheeler (obvykle nazývaný pouze Wheeler) předvádějí po školách reklamu na energetický nápoj Minotaur a odrazují děti od drog. Wheeler tuto práci miluje, Danny ji nenávidí, nevidí v ní smysl. Dannyho pesimismus vyústí v konec jeho vztahu s Beth Jonesovou poté, co ji náhle bez rozmyslu požádá o ruku. Po odchodu z jedné školy Danny a Wheeler zjistí, že jejich auto je odtahováno. Danny se pokouší od odtahovacího vozidla odjet, čímž odtahovací vozidlo poškodí, téměř srazí policistu a narazí do sochy.
Oba jsou zatčeni. Beth dohodne se soudcem, že oba splní 150 hodin veřejně prospěšných prací během následujících 30 dní, místo 30 dní za mřížemi. Soudce pro jejich veřejně prospěšné práce vybere organizaci Křídla snů, která dává dohromady dospělé s dětmi a ti mají společně trávit čas. Křídla snů vede Gayle Sweenyová, vyléčená alkoholička. Gayle od počátku Dannyho a Wheelera nemá ráda a upozorní je, že pokud ve svém úkolu selžou, může je poslat do vězení. Wheeler získá jako svého "malého" Ronnieho Shieldse, drzého pouličního lotra posedlého ženskými prsy, jenž odradil všechny ostatní "velké", kteří k němu byli přiřazeni. Danny získá Augusta "Augieho" Farcquese, nerda posedlého středověkou live action role-playing game.
Danny nemůže s Augiem najít společné záliby. Ronnie předstírá, že ho Wheeler nezajímá. Danny se rozhodne raději odejít do vězení, ale Wheeler ho přinutí zůstat, protože by jinak ztratili svou práci. Nakonec se oba se svými svěřenci spřátelí. Ronniemu se zalíbí Wheelerova oblíbená kapela Kiss a zjistí, že Wheeler je rovněž posedlý ňadry. Danny se zapojí do Augieho hry s názvem ŽIVOD.
Jejich úspěchy jsou brzy narušeny. Když se Augiemu podaří porazit krále ŽIVODu Argotrona, král lže a tvrdí, že on zabil Augieho. Danny se Augieho zastane a způsobí tak, že je král vyloučí z ŽIVODu. Danny pak urazí Augieho rodiče, když je nařkne z toho, že nepodporují synův koníček. Wheeler vezme Ronnieho na party a přestane ho tam hlídat, což způsobí, že Ronnie odejde domů sám. Ronnieho i Augieho rodiče požádají Křídla snů o nové mentory pro jejich syny. Beth slíbí, že bude Dannyho a Wheelera obhajovat u soudu, ale věří, že to nebude platné a oba budou uvězněni. Danny a Wheeler se pohádají a oba se vydají svou cestou.
Danny přesvědčí krále Argotrona, aby Augiemu povolil účastnit se dlouho očekávané bitvy, jejíž poslední přeživší se stane novým králem ŽIVODu. Wheelerovi Ronnieho matka povolí se setkávat s Ronniem, až ho propustí z vězení. Augieho země z ŽIVODu ho ale odmítne. Aby Danny a Augie mohli založit novou zemi, potřebují další dva, a tak Danny požádá Wheelera a Ronnieho. Společně vytvoří novou zemi založenou na Kiss, použijí jejich kostýmy. Augie nakonec bojuje s králem a porazí ho. Sarah, Augieho tajná láska, která byla po celou hru schovaná pak ale přijde a porazí Augieho. Augieho rodiče pak Dannymu odpustí.
Když uvidí, že se Danny a Wheeler starají i o děti a ne pouze u sebe, zastane se jich Sweenyová u soudce. Danny a Beth se k sobě vrátí.

## Obsazení
| Seann William Scott      | Anson Wheeler               |
| Paul Rudd                | Danny Donahue               |
| Elizabeth Banks          | Beth Jonesová               |
| Christopher Mintz-Plasse | Augie Farcques/Lord Blufkin |
| Bobb'e J. Thompson       | Ronnie Shields              |
| Jane Lynch               | Gayle Sweenyová             |
| Jessica Morris           | učitelka Linda              |
| Ken Jeong                | král Argotron               |
| Kerri Kenney-Silver      | Lynette Farcquesová         |
| Ken Marino               | Jim Stansel                 |
| Nicole Randall Johnson   | Karen Shieldsová            |
| A.D. Miles               | Martin Gary                 |
| Joe Lo Truglio           | Michael Kuzzik              |
| Vincent Martella         | Artonius Kuzzik             |
| Matt Walsh               | Davith z Glencrackenu       |
| Allie Stamler            | královna Esplen (Sarah)     |
| Carly Craig              | Connie                      |
| Keegan-Michael Key       | Duane                       |
| Amanda Righetti          | Isabel                      |
| Jorma Taccone            | Mitch                       |

## Výroba
Film byl původně ohlášen v prosinci 2006 pod názvem Big Brothers, režie se měj ujmout Luke Greenfield a scénář napsat Timothy Dowling. Když se křesla režiséra chopil David Wain název byl změněn na Little Big Men. Společnost Universal Pictures pak snímek uvedla na svých stránkách pod konečným názvem Role Models a datum uvedení určila na 7. listopad 2008.